# 미국 기자 북한 억류 사건

2009년 유나 리와 로라 링은 북한군에 의해 억류되었었다.

미국 기자 북한 억류 사건은 2009년 3월 17일, 미국 케이블 TV 방송국 커런트 TV의 여성 기자인 유나 리와 로라 링이 중국에서 북한으로 비자 없이 넘어간 사건이다. 이에 대해 북한군이 이 사람들을 붙잡아 억류시켰다. 2009년 6월 이들은 12년간 중노동형을 선고 받았지만, 북한의 김정일이 2009년 8월 5일 미국 전 대통령 빌 클린턴이 공식 방문하기 전 이들을 사면했다. 이후 억류됐던 기자 2명은 빌 클린턴과 함께 미국에 귀환했다.

## 같이 보기
- 대한항공 YS-11기 납북 사건